# Пака (Добреполє)
Пака (словен. Paka) — поселення в общині Добреполє, Осреднєсловенський регіон, Словенія. 
Висота над рівнем моря: 417 м.